# Biståndsminister
Biståndsminister är den minister i ett lands regering som ansvarar för biståndspolitiken som kan delas upp i humanitärt bistånd och utvecklingsbistånd. I flera länder benämns ämbetet utvecklingsminister. Greklands utvecklingsminister mellan 1996 och 2009 var dock en minister i första hand ansvarig för utvecklingen av den grekiska ekonomin. Biståndsministern leder antingen ett biståndsministerium (Tyskland, Storbritannien) eller sorterar under utrikesministeriet (Nordiska länderna). I Frankrike ansvarar Statssekreterare ansvarig för samarbete och frankofoni för biståndsfrågor. Denne är placerad vid utrikesministeriet och är underställd utrikesministern. Ministern närmsta medarbetare är vanligtvis en politiskt tillsatt tjänsteman som i flera länder innehar titeln statssekreterare.  
I Europeiska kommissionen är motsvarande ämbete kommissionären med ansvar för utvecklingsbistånd. Dessutom finns en kommissionär med ansvar för internationellt samarbete, humanitärt bistånd och krishantering. I Europeiska unionens råd möts biståndsministrar i formationen Rådet för utrikes frågor.

## Olika länders motsvarigheter till biståndsminister
| Land           | Minister | Ministerium                                                                |
| -------------- | --- | -------------------------------------------------------------------------- |
| Danmark        | Udviklingsminister | Udenrigsministeriet                                                        |
| Finland        | Utvecklingsminister | Utrikesministeriet                                                         |
| Frankrike      | Secrétaire d'État chargé de la coopération et de la francophonie (Statssekreterare ansvarig för samarbete och frankofoni)    | Ministère des Affaires étrangères                                          |
| Norge          | Utviklingsminister | Utenriksdepartementet                                                      |
| Sverige        | Biståndsminister | Utrikesdepartementet                                                       |
| Storbritannien | Secretary of State for International Development                                                                             | Department for International Development (DFID)                            |
| Tyskland       | Bundesminister für wirtschaftliche Zusammenarbeit und Entwicklung (Förbundsminister för ekonomiskt samarbete och utveckling) | Bundesministerium für wirtschaftliche Zusammenarbeit und Entwicklung (BMZ) |

## Fotnoter
1. ↑  Ministeriets webbplats
2. ↑  Ministeriets webbplats
3. ↑  Ministeriets webbplats
4. ↑  Formell titel är statsråd. Nuvarande minister, Erik Solheim, är Miljø- og utviklingsminister.
5. ↑  Departementets webbplats
6. ↑  Formell titel är statsråd.
7. ↑  Departementets webbplats
8. ↑  Ministeriets webbplats